# Зантская волость
Зантская волость (латыш. Zantes pagasts) — одна из семи территориальных единиц Кандавского края Латвии. Находится в южной части края. Граничит с Ванской и Земитской волостями своего края, Виесатской волостью Яунпилсского края, а также с Гайкской и Ремтской волостями Броценского края.
Крупнейшими населёнными пунктами волости являются сёла: Занте (волостной центр), Яундзирас, Маззанте, Плани, Миезайи.
В Зантской волости находятся сохранившиеся постройки Зантского имения, дом культуры, Музей обороны Курземе и другие объекты.
Через Зантскую волость проходит региональная автодорога P109 Кандава — Салдус.
По территории волости протекают реки Амула, Ведзеле, Кипа.

## История
Первое упоминание в письменных источниках о поселении на землях нынешней Зантской волости относится к 1595 году.
В 1936 году площадь Зантской волости Тукумского уезда (до 1925 года волость входила в состав Кулдигского уезда) составляла 86,7 км², при населении около 1800 жителей и бюджете в 23000 лат.
В 1945 году в волости были созданы Зантский и Дзирский сельские советы. После отмены в 1949 году волостного деления Зантский сельсовет входил в состав Кандавского и Тукумского района.
В 1954 году к Зантскому сельсовету была присоединена территория ликвидированного Дзирского сельского совета..
В 1990 году Зантский сельсовет был реорганизован в волость. В 2009 году, по окончании латвийской административно-территориальной реформы, Зантская волость вошла в состав Кандавского края.